# Passione cosacca
Passione cosacca (New Moon) è un film musicale del 1930 diretto da Jack Conway.
Si tratta della prima versione cinematografica dell'operetta The New Moon di Sigmund Romberg interpretata dal soprano Grace Moore e dal baritono Lawrence Tibbett; nel 1940 l'operetta sarà riportata sullo schermo col titolo di Luna nuova dalla MGM con la regia di Robert Z. Leonard, interpretata da Jeanette MacDonald e Nelson Eddy.

## Trama
New Moon è il nome di una nave che fa servizio sul Mar Caspio. Sulla nave si incontrano il tenente Petroff e la principessa Tanya Strogoff e i due si innamorano.  Ma la ragazza è già fidanzata con il governatore Brusiloff. Intervenendo a un ballo per chiarirsi con Tanya, Michele viene sorpreso da Brusiloff: i due innamorati allora si inventano una storia su un braccialetto perduto per giustificare la presenza del tenente. Ma il governatore, geloso, spedisce Michele a Fort Darvaz, una fortezza isolata in una zona di guerra: la guarnigione si trova ben presto al centro di una furiosa battaglia.

## Produzione
Supervisionato da Paul Bern (non accreditato) che lo produsse per la MGM.

## Distribuzione
Il copyright del film, richiesto dalla Metro-Goldwyn-Mayer Distributing Corp., fu registrato il 5 gennaio 1931 con il numero LP1860.
Distribuito dalla Metro Goldwyn Mayer con il titolo originale New Moon, il film fu presentato in prima a New York nel dicembre 1930; uscì nelle sale statunitensi il 17 gennaio 1931. Nel 1931, fu distribuito anche in Finlandia (16 novembre) e in Portogallo (25 novembre, come Lua Nova). Il 14 luglio 1932 uscì in Danimarca con il titolo Nymånen.